# Lillråtjärnen
Lillråtjärnen är en sjö i Örnsköldsviks kommun i Ångermanland och ingår i Nätraån-Ångermanälvens kustområde. Lillråtjärnen ligger i Skuleskogen Natura 2000-område och nationalpark.